# Stazione di Whitehead
La stazione di Whitehead ( in inglese britannico Whitehead railway station) è una stazione ferroviaria che fornisce servizio a Whitehead, contea di Antrim, Irlanda del Nord. Attualmente l'unica linea che vi passa è la Belfast-Larne. La stazione fu aperta il 1º maggio 1863.

## Struttura
La stazione ha due binari con una sala d'attesa su ognuna delle due banchine. Sebbene sia dotata di due binari la ferrovia, sia prima che dopo l'entrata in stazione, ne presenta solo uno essendo stato l'altro rimosso nel 1990.

## Incidenti
Il 26 settembre 2008 parte della banchina crollò bloccando la linea. Non è chiaro se il fatto sia stato causato dal cattivo esito dei lavori che erano stati fatti di recente nella stazione. Stando all'operatore ferroviario questo evento non portò al ferimento di alcuna persona.

## Treni
Da lunedì a sabato c'è un treno ogni ora verso Belfast Central o Larne Harbour, con treni aggiuntivi nelle ore di punta.  La domenica la frequenza di un treno ogni due ore è costante per tutto il corso della giornata, ma il capolinea meridionale è Great Victoria Street.

## Servizi ferroviari
- Belfast-Larne

## Servizi
- Biglietteria self-service
- Distribuzione automatica cibi e bevande
- Biglietteria
- Fermata e capolinea autobus urbani
- Servizi igienici
- Sala di attesa
- Annuncio sonoro arrivo e partenza treni